# Chūō (Tokio)

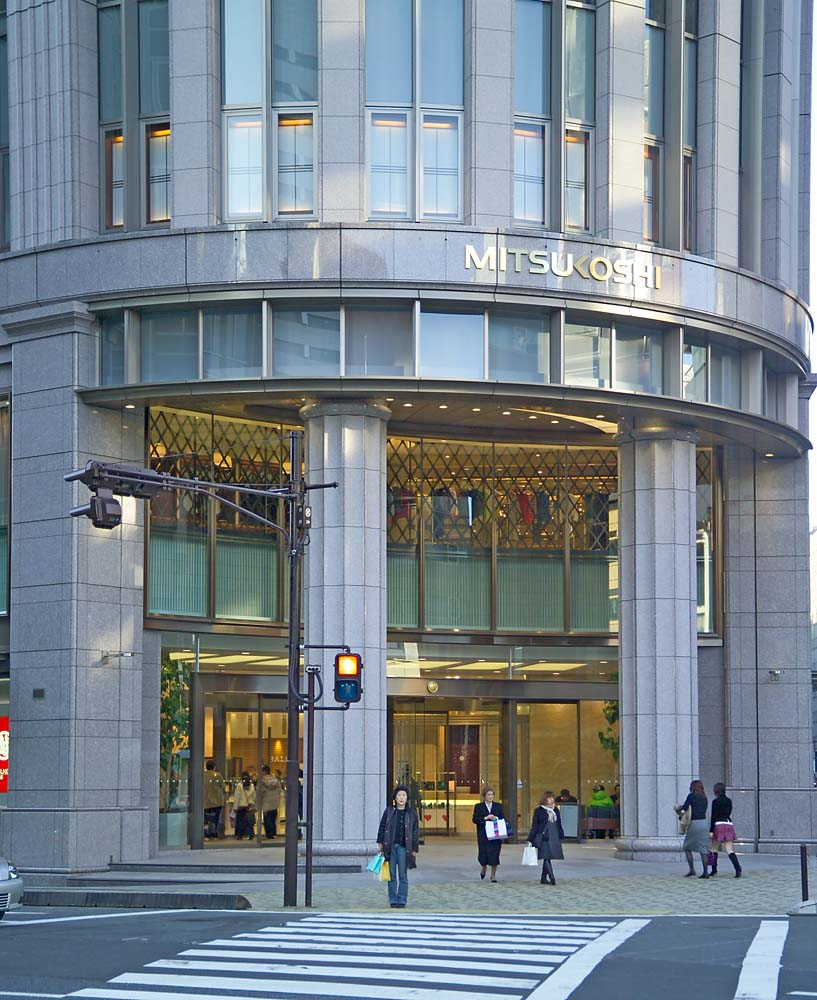
Mitsukoshi-Depāto

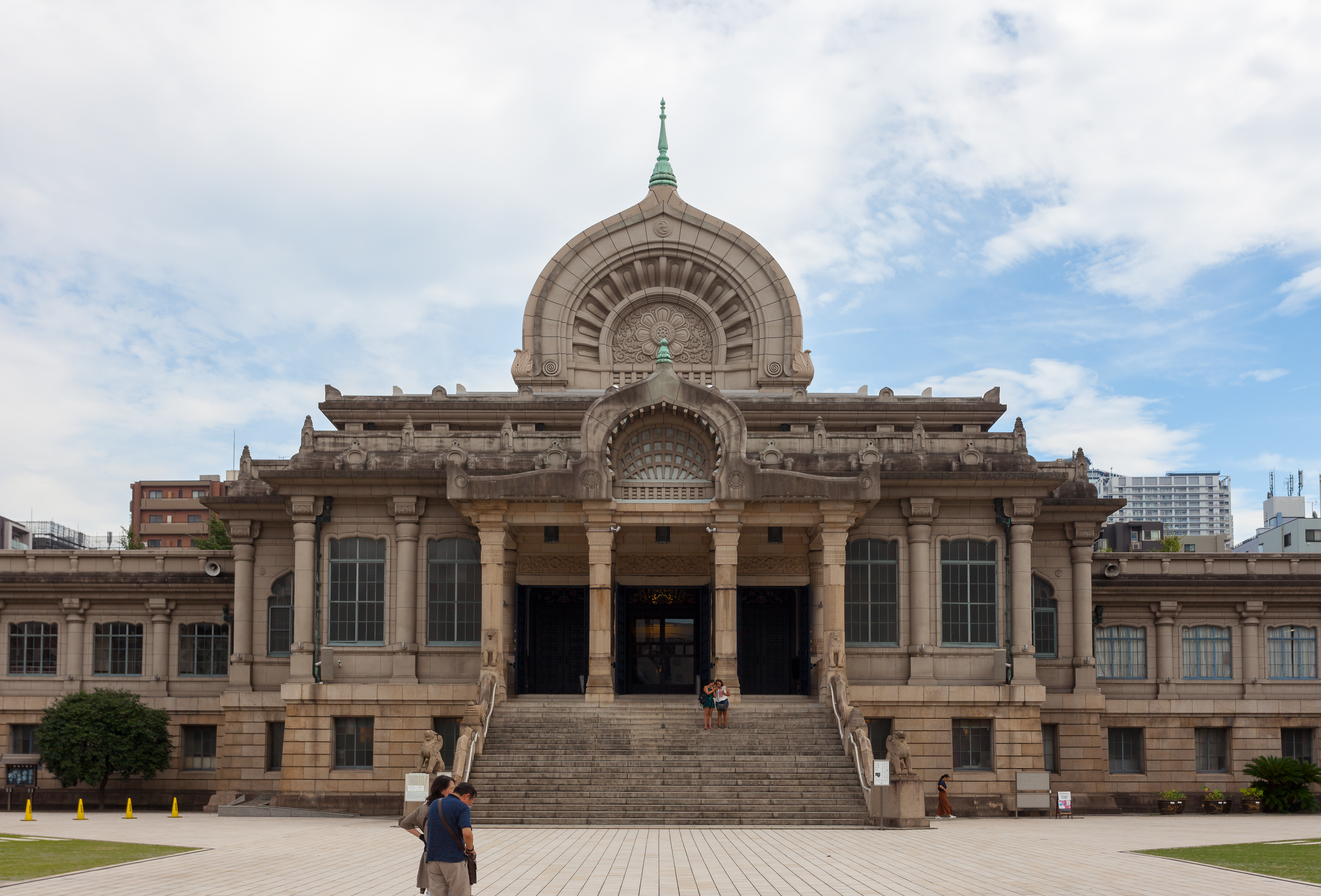
Tsukiji Hongan-ji

Chūō (jap. 中央区, -ku, „Zentralbezirk“/„Bezirk Mitte“) ist einer der 23 Bezirke (zusammen auch Tokio genannt) im Osten der japanischen Präfektur Tokio. Er liegt im östlichen Zentrum der 23 Bezirke. Der Bezirk Chūō ist neben dem Bezirk Shinjuku im Westen der Stadt eines der Hauptgeschäftszentren von Tokio. Chūō entstand am 15. März 1947 aus dem Zusammenschluss der alten Stadtbezirke Nihombashi und Kyōbashi. In dem Bezirk liegen die berühmte Prachtmeile Ginza und der Tsukiji-Fischmarkt. In Chūō leben 169.995 Einwohner, über 650.000 Pendler und Besucher zählt das Stadtviertel täglich.

## Geographie
Chūō liegt im Osten der Präfektur Tokio. Der Bezirk reicht von der Yamanote-Linie und dem Bahnhof Tokio im Westen bis an das rechte Ufer des Sumida. Im Nordosten reicht er bis an den Kanda, im Süden bis an die Bucht von Tokio. Ein Großteil der Fläche von Chūō ist im Laufe der Jahrhunderte durch Neulandgewinnung in der Bucht entstanden, zuletzt das gesamte Gebiet Tsukishima.
Chūō hat seinen Namen („Zentrum“) daher, dass es in der Mitte der alten Stadtbezirke der früheren Stadt Tokio, der heute 23 Bezirke, lag. Die umliegenden Bezirke sind Kōtō, Sumida, Taitō, Chiyoda und Minato.

## Stadtteile (Auswahl)
Der Bezirk Chūō besteht unter anderem aus folgenden Stadtteilen (Für eine vollständige Aufzählung, siehe Liste der Stadtteile des Tokioter Bezirks Chūō):
- Der frühere Stadtbezirk Nihombashi umfasste den Norden des heutigen Bezirks Chūō. Benannt war er nach der Brücke, die seit der Edo-Zeit den Nullpunkt für die Entfernungsmessung auf allen Straßen in Japan bildete.
  - Direkt am Bahnhof Tokio liegt Yaesu.
  - Im heutigen Stadtteil Nihombashi östlich davon liegt das Tokioter Hauptkaufhaus von Takashimaya.
  - In Kabutochō weiter im Osten befindet sich die Tokioter Börse.
  - Nördlich in Honkokuchō stand auf dem Gelände der heutigen Nihon Ginkō (englisch Bank of Japan) früher die Goldmünze des Tokugawa-Shōgunats.
  - Östlich davon steht in Muromachi das Tokioter Hauptkaufhaus von Mitsukoshi. Hier liegt auch das ehemalige Anjin-chō, das nach dem japanischen Namen von William Adams benannt wurde.
  - Am Ufer des Sumida liegt Hakozaki, hier steht das Tokyo City Air Terminal (TCAT).
- Im früheren Stadtbezirk Kyōbashi liegen:
  - Nahe am Bahnhof der namensgebende Stadtteil Kyōbashi, der nach der gleichnamigen (nicht mehr existierenden) Brücke benannt ist.
  - Hatchōbori: Standort der Polizeikaserne während der Edo-Zeit
  - Südlich von Yaesu und Kyōbashi liegt Ginza, Tokios Prachtmeile mit großen Kaufhäusern, Läden aller großen Modemarken und edlen Cafés. Benannt ist das Viertel nach der ehemaligen Silbermünze. Auf der Ginza steht auch das berühmte Kabukiza-Theater.
  - Im Südosten das frühere Ausländerviertel Akashichō, Standort der Kirche St. Joseph, des St.-Lukas-Krankenhauses (St. Luke’s International Hospital) und des benachbarten Hochhauses Garden Tower (St. Luke’s Tower), Geburtsort von Akutagawa Ryūnosuke.
  - Ganz im Süden am rechten Sumida-Ufer liegen der Hamarikyū Teien, ein öffentlicher Park auf dem Gelände einer früheren Tokugawa-Residenz, und Tsukiji, vor allem bekannt für den großen Tsukiji-Fischmarkt, der die ganze Region versorgt. Außerdem Standort des Jōdo-Shinshū-Tempels Tsukiji Hongan-ji.
- Östlich der Sumida-Mündung liegt das Neulandgebiet Tsukishima.
  - Tsukishima: berühmt für seine „Monja-Straße“.
  - Harumi: Standort des Harumi-Passagierterminals
  - Kachidoki: Standort der gleichnamigen Brücke über den Sumida

## Sehenswürdigkeiten
- Eitai-Bashi: eine Brücke über den Sumida-Fluss
- Hamarikyū Onshi Teien: ein großzügiger öffentlicher Park, direkt im Hafen. Ehemals im Besitz der Daimyō von Kōfu und später des Kaiserlichen Hofamts, ist er seit dem 1. April 1946 öffentlich zugänglich.
- Shimbashi Embujō: ein bekanntes Theater
- Suiten-gū: Ein Shintō-Schrein an dem die Frauen für eine sichere Geburt beten.
- Sumiyoshi-Schrein: Ein Shintō-Schrein, dessen Geschichte bis ins Jahr 1590 zurückreicht.

## Verkehr
- Straße:
  - Stadtautobahn Tokio: C1 Innerer Ring, Nr. 1 Ueno-Linie, Nr. 6 Mukōgawa-Linie, Nr. 9 Fukagawa-Linie, Y Yaesu-Linie
  - Autobahn Tokio (verläuft nur um den Stadtteil Ginza)
  - Nationalstraße 1, nach Osaka
  - Nationalstraße 4, nach Aomori
  - Nationalstraße 6, nach Sendai
  - Nationalstraße 14, nach Chiba
  - Nationalstraße 15, nach Yokohama
  - Nationalstraße 17, nach Niigata
  - Nationalstraße 20, nach Shiojiri
- Zug:
  - JR:
    - Sōbu-Schnellzuglinie, von Shin-Nihombashi oder Bakurochō nach Tokio oder Chōshi
    - Keiyō-Linie, von Hatchōbori nach Tokio oder Chiba

  - Tōkyō Metro:
    - Ginza-Linie, von Ginza, Kyōbashi, Nihombashi oder Mitsukoshi-mae nach Shibuya oder Asakusa
    - Hibiya-Linie, von Ginza, Higashi-Ginza, Tsukiji, Hatchōbori, Kayabachō, Ningyōchō oder Kodemmachō nach Meguro oder Adachi
    - Marunouchi-Linie, von Ginza nach Suginami oder Ikebukuro
    - Tōzai-Linie, von Nihombashi oder Kayabachō nach Nakano oder Funabashi
    - Yūrakuchō-Linie, von Ginza-Itchōme, Shintomichō oder Tsukishima nach Wakō oder Kōtō
    - Hanzōmon-Linie, von Mitsukoshi-mae oder Suiten-gū-mae nach Shibuya oder Sumida

  - Toei:
    - Asakusa-Linie, von Higashi-Ginza, Takarachō, Nihombashi, Ningyōchō oder Higashi-Nihombashi nach Ōta oder Sumida
    - Ōedo-Linie, von Tsukishima, Kachidoki oder Tsukijishijō nach Shinjuku oder Nerima
    - Shinjuku-Linie, von Bakuroyokoyama oder Hamachō nach Shinjuku oder Ichikawa
- Wassertaxi:
  - Tōykō Miyako Kankō Kisen: Sumidagawa-Linie, Odaiba-Linie
  - Tōkyō-to Kōen Kyōkai Tōkyō-Mizube-Linie

## Politik
- KPJ: 2
- KDP: 2
- Kumin club („Bürgerklub“; mit DVP): 2
- Kagayaki („Strahlen“; mit Atarashii tō [Regionalpartei]): 5
- Ein-Mitglied-Fraktionen (darunter ToFi, Sansei, Ishin, ReiShin): 5
- Kōmeitō: 3
- LDP: 11

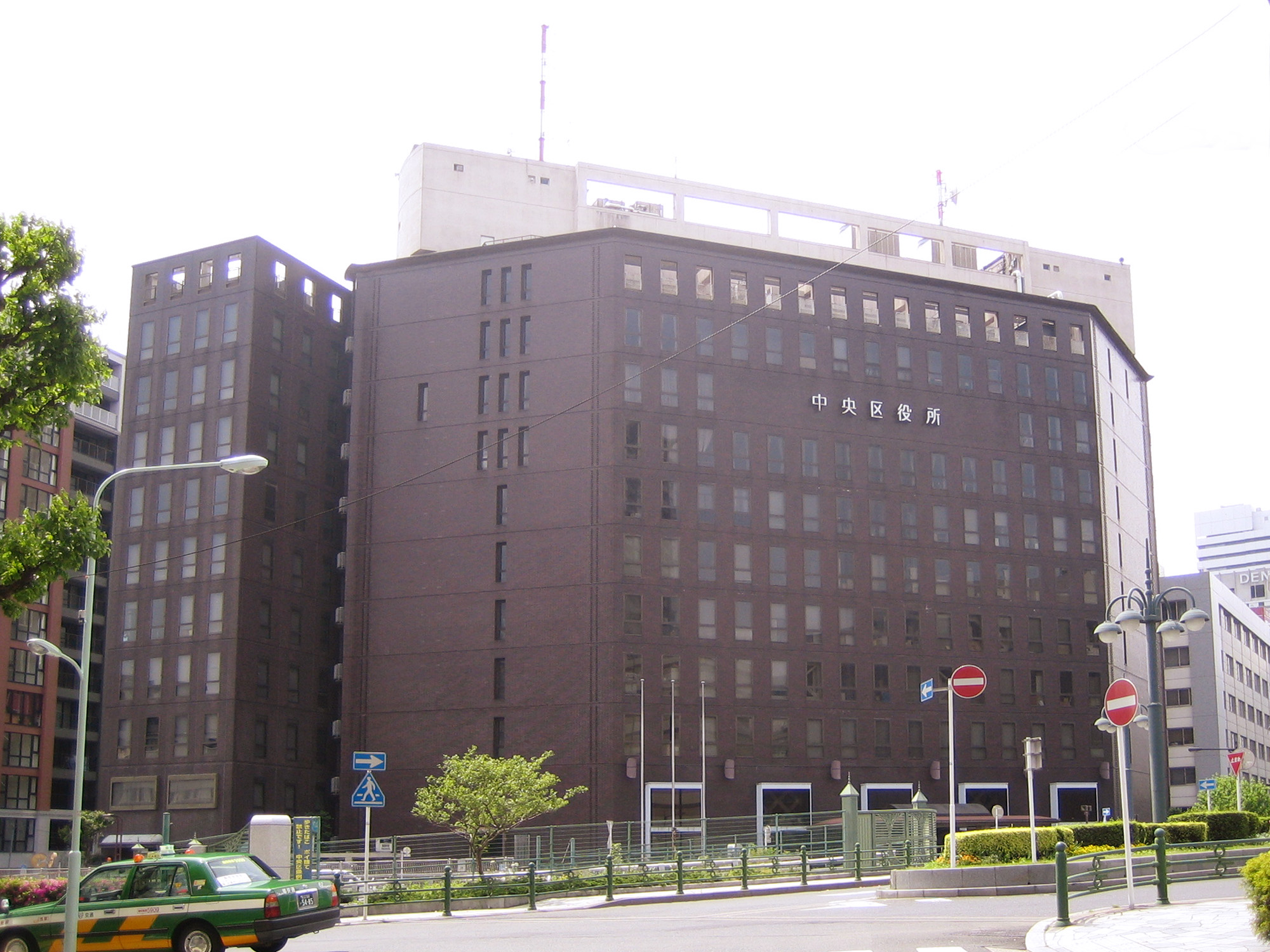
Das Rathaus des Chūō-ku in Tsukiji

Bürgermeister von Chūō ist seit den einheitlichen Regionalwahlen 2019 der mit LDP-Kōmeitō-Unterstützung gewählte Nori-Unternehmer Taito Yamamoto. Bei der Wahl 2023 wurde er mangels Gegenkandidat ohne Abstimmung für eine zweite Amtszeit bestätigt. Gleichzeitig wurden die 30 Mitglieder des Parlaments neu gewählt, 2023 bewarben sich 41 Kandidaten.
Für das Präfekturparlament bildet der Bezirk einen Einmandatswahlkreis. Bei der Wahl 2021 gewann der ehemalige Bezirksparlamentsabgeordnete Hideki Ishijima den Wahlkreis für die LDP zurück.
Für das Unterhaus des nationalen Parlaments bildet Chūō seit 2024 zusammen mit Taitō den Wahlkreis Tokio 2, der 2024 den Liberaldemokraten Kiyoto Tsuji wiederwählte.

## Söhne und Töchter der Stadt
- Akutagawa Ryūnosuke (1892–1927), Schriftsteller
- Hirao Kishio (1907–1953), Komponist
- Iketani Shinzaburō (1900–1933), Schriftsteller
- Tanizaki Jun’ichirō (1886–1965), Schriftsteller
- Masami Kurumada (* 1953), Manga-Zeichner
- Hideki Mutō (* 1982), Autorennfahrer
- Hidehiro Sugai (* 1998), Fußballspieler

## Städtepartnerschaften
- Higashine (Städtefreundschaft seit 1991)
- Sutherland Shire, Sydney (seit 1991)

## Angrenzende Städte und Gemeinden
- Tokio: Stadtbezirke Chiyoda, Minato, Taitō, Kōtō, Sumida